# Нивки (Московская область)
Нивки — деревня в Ступинском районе Московской области в составе Городского поселения Ступино (до 2006 года входила в Городищенский сельский округ). На 2016 год в Нивках 1 улица — Центральная и 2 садовых товарищества. Деревня связана автобусным сообщением с райцентром Ступино и селом Суково, впервые в доступных источниках упоминается, как сельцо, в 1577 году.

## Население
| 2002 | 2006 | 2010 |
| ---- | ---- | ---- |
| 18   | ↘3   | ↗12  |

Нивки расположены на юго-востоке района, у истоков безымянного ручья бассейна реки Ока, высота центра деревни над уровнем моря — 183 м. Ближайшие населённые пункты: Суково в 2 км на юг и Батайки — около 2,8 км на юго-запад.

## История[7][8]
Впервые упоминается в 1388-1389 годах в Комарёв стане в Духовной грамоте Дмитрия Ивановича Донского .
В 1566 году, согласно воспоминаниям Андрея Курбского, в сельце Нивки скрывался Никита Казаринов от гнева Ивана Грозного, но был схвачен в Белопесоцком монастыре и казнён.
В 1578 году упоминается в Писцовой книге Московского государства за татарским владельцем "Боншем Ничевым" и "Беляем Турашевым". До того Нивки были поместьем Никиты Казаринова. Упоминается "прудец" с карасями и линями; в настоящее время существует каскад из трёх прудов, переходящий в овраг.
В 1852 году Нивки записаны за действительной статской советницей Ярославовой Е.А., и насчитывает 22 двора.
В 1917 году д.Нивки находилась в составе Суковского сельсовета, и подчинялась Озерскому Совету Рабочих и Крестьянских депутатов, в июле 1929 года - Озерскому райсовету. В 1951 году передана в Ступинский район.
Вблизи д. Нивки ещё до советской власти, функционировал кирпичный завод. В настоящее время севернее деревни имеются ямы от выборки глины. Примечательно, что в феврале 1929 года был организован кооператив "Новый путь", с целью строительства кирпичного и известкового заводов, просуществовавший до 1931 года.